# Lagunen-deutsch
El lagunen-deutsch, conocido también como «launa-deutsch» o «Laguner-Deutsch» que significa "alemán del lago", es un dialecto del idioma alemán que se habla en los alrededores del lago Llanquihue, en la Región de Los Lagos (Chile), por los descendientes de los inmigrantes llegados desde Alemania, Suiza, e Imperio austrohúngaro (incluyendo especialmente austriacos y alemanes de los Sudetes de la actual República Checa) a mediados del siglo XIX.

## Descripción lingüística
El lagunen-deutsch ha integrado elementos del idioma español, incluso incorporando falsos cognados, y recibido la continua influencia del alto alemán estándar que se ha enseñado en los colegios alemanes de la zona. Desde este dialecto han pasado algunos elementos léxicos al español chileno, en particular nombres de recetas de cocina como kuchen y strudel. La comunicación entre alemanes y chilenos, a través del idioma hablado, originó esta “alteración” o “lesión” de una regla lingüística. Esto sucede de forma similar con el Spanglish, esa mezcla de inglés estadounidense con español que nace en los Estados Unidos. En el caso del Launa Deutsch, ocurren interferencias morfológicas típicas, que hacen de esta variante una especie de rareza que toma un poco de cada cultura. En este alemañol se toman ciertos verbos castellanos, para luego adaptarlos al alemán. Soplar, cobrar, cancelar y acusar se transformarán, entonces, en soplieren, cobrieren, cancelieren y acusieren. Otro fenómeno típico, y que agrega la lingüista, es el llamado Codeswitching, que es el uso intercambiado de ambas lenguas en una misma frase. Un recorrido por localidades sureñas mostrará otras derivaciones del idioma alemán, tal como ocurre con el Chiloten Deutsch o Alemán Chilote, que corresponde a una mezcla hablada por los inmigrantes alemanes que llegaron, hace varias décadas atrás, a habitar la isla de Chiloé.
| alemán                          | lagunen-deutsch | español          |
| ------------------------------- | --------------- | ---------------- |
| ärztliche Untersuchung          | Examen          | examen (médico)  |
| auf                             | in              | en               |
| Konkurrenz                      | Kompetenz       | competencia      |
| melken                          | letschern       | lechear, ordeñar |
| gewöhnlich, herkömmlich, normal | ordinär         | ordinario        |
| Kartoffel                       | Pape            | papa             |
| Bäckerei                        | Pastelería      | pastelería       |
| Kuh                             | Vacke           | vaca             |